# Шишава (Власотинце)
Шишава (серб. Шишава) — населённый пункт в общине Власотинце Ябланичского округа Сербии.

## Население
Согласно переписи населения 2002 года, в селе проживало 1125 человек (из них 1124 — сербы).
| Численность населения | Численность населения | Численность населения | Численность населения | Численность населения | Численность населения | Численность населения | Численность населения |
| 1948                  | 1953                  | 1961                  | 1971                  | 1981                  | 1991                  | 2002                  | 2011                  |
| --------------------- | --------------------- | --------------------- | --------------------- | --------------------- | --------------------- | --------------------- | --------------------- |
| 1099                  | 1117                  | 1097                  | 1076                  | 1038                  | 1057                  | 1125                  | 1068                  |

## Религия
Согласно церковно-административному делению Сербской православной церкви, село относится к Конопницкому приходу Власотиначского архиерейского наместничества Нишской епархии.